# Christiane Eberhardine de Brandenburg-Bayreuth
Christiane Eberhardine de Brandenburg-Bayreuth (19 decembrie 1671 – 4 septembrie 1727) a fost electoare de Saxonia din 1694 până la decesul ei îm 1727 și regină a Uniunii polono-lituaniană din 1697 până în 1727 ca soție a lui August al II-lea al Poloniei.
Niciodată în cei 30 de ani de domnie ca regină nu a pus piciorul în Polonia, a trăit în Saxonia într-un exil autoimpus. Născută contesă germană, a fost numită Sachsens Betsäule de supușii ei protestanți pentru refuzul ei de a se converti la catolicism și pentru loialitatea față de credința protestantă. În ciuda ei și a soacrei ei, Anna Sofia a Danemarcei, atât soțul ei cât și fiul ei au devenit catolici.
A fost străbunica regilor Ludovic al XVI-lea al Franței, Ludovic al XVIII-lea al Franței, Carol al X-lea al Franței și Carol al IV-lea al Spaniei.

## Biografie

### Primii ani
A fost primul copil al Margrafului Christian Ernst de Brandenburg-Bayreuth și a celei de-a doua soții, Sophie Louise, fiica lui Eberhard al III-lea, Duce de Württemberg. A fost numită după tatăl ei, Christian, și după bunicul matern, Eberhard. A avut cinci frați mai mici dintre care doar doi au supraviețuit copilăriei. A rămas apropiată de rudele sale din Bayreuth și a continuat să-i viziteze după căsătorie.

### Căsătorie și copii

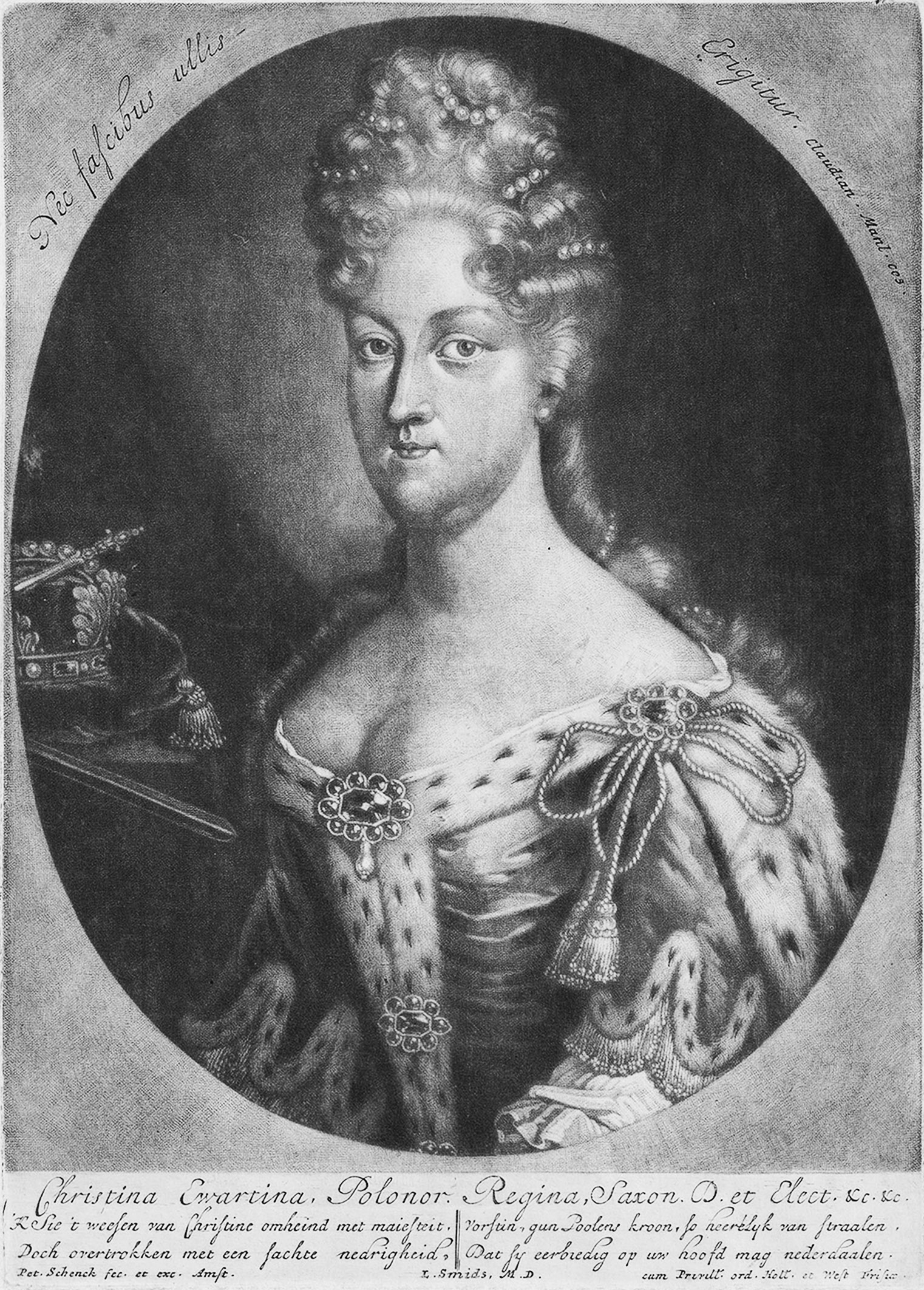
Christiane Eberhardine de Brandenburg-Bayreuth

La 20 ianuarie 1693 s-a căsătorit cu Frederic Augustus, Duce de Saxonia, fratele mai mic al Electorului Johann Georg al IV-lea al Saxoniei. Mariajul a avut fost unul pur politic și profund nefericit. Augustus o considera plictisitoare în timp ce ea a fost șocată și îndurerată de infidelitatea lui constantă.
Trei ani mai târziu, la 17 octombrie 1696, s-a născut la Dresda fiul lor, Frederic Augustus. A fost singura sarcină de-a lungul a 34 de ani de căsătorie. Copilul a fost crescut de bunica paternă, Ana Sofia a Danemarcei. Pentru că mama lui se ănțelegea bine cu soacra ei, l-a putut vizita frecvent.
Soțul Christianei Eberhardine s-a convertit la catolicism pentru a putea deveni rege al Poloniei însă ea a rămas credincioasă credinței protestante și nu a fost prezentă la ceremonia de încoronare a soțului ei (ea nu a fost niciodată încoronată ca regină a Poloniei). 

### Regină și Electoare

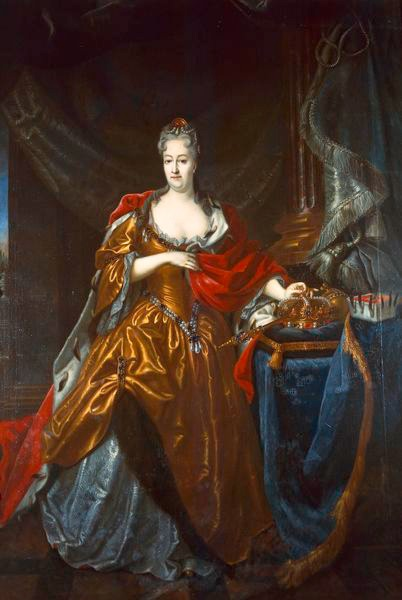
Christiane Eberhardine de Brandenburg-Bayreuth

Christiane Eberhardine a devenit electoare când Augustus și-a succedat fratele ca elector în 1694. La carnavalul sărbătorit cu acestă ocazie, când membrii curții au mers prin Dresda îmbrăcați ca zei și zeițe, amanta soțului ei, Maria Aurora von Königsmarck, a participat la procesiune conducând trăsura lui Apollo îmbrăcată ca zeița Aurora, în timp ce ea a participat cu un rol minor ca fiind una dintre fecioarele vestale escortând pe zeița Vesta.  În 1696, Christiane Eberhardine a dat naștere singurului ei copil, moștenitorul tronului, după singura sarcină pe parcursul întregii sale căsătoriei.
În 1697 Augustus a devenit rege al Poloniei. Se pare că a nu a discutat cu ea nici despre candidatura sa nici despre convertire. Convertirea a provocat un scandal în Saxonia, și a fost obligat să garanteze libertatea religioasă a Saxoniei. Potrivit obiceiului din acele timpuri, Christiane Eberhardine, acum regină, era de așteptat să-l urmeze în Polonia, să devină persoana feminină cea mai importantă de la curte și să fie încoronată ca regină împreună cu el. Din vara anului 1697 până la 15 septembrie 1697, Augustus a încercat să negocieze cu ea să vină. Totuși, Christiane Eberhardine a refuzat să participe la încoronare și să pună piciorul în Polonia în ciuda faptului că tatăl ei s-a aliat cu soțul ei încercând s-o convingă. Potrivit convenției pe care Augustus a semnat-o după alegerea sa, el era obligat s-o convingă să se convertească, lucru pe care ea l-a refuzat.
În martie 1698, Augustus a invitat-o să vină la Danzig, unde era o mare minoritate protestantă și unde o aștepta tatăl ei să se întâlnească. El i-a promis libertatea de a rămâne protestantă, de a-și aduce cu ea un cleric protestant atâta timp cât nu apărea public îmbrăcat ca un protestant și cât ea nu vizita biserici protestante în public. Augustus i-a garantat de asemenea, că fiul lor va fi încredințat mamei sale protestante, Ana Sofie. Christiane Eberhardine nu a fost de acord cu termenii și a refuzat să-și urmeze tatăl la Danzig și de acolo la Varșovia. [2] 
În aprilie 1698, soțul și tatăl ei au semnat un document la Varșovia promițând libertate de religie pentru ea la Danzig și Thorn, deși nu public. Tatăl ei s-a dus cu documentul la Dresa și a încercat să o convingă să se ducă în Polonia. În ciuda încercărilor și cererilor repetate ale soțului și tatălui ei, Christiane Eberhardine a refuzat să plece în Polonia.
În timpul domniei sale, Augustus a călătorit între Polonia și Saxonia și în timpul vizitelor sale în Saxonia, Christiane Eberhardine apărea lângă el la îndatoririle oficiale. Totuși, au existat perioade când ei nu s-au întâlnit timp de mai mulți ani la rând, cum ar fi perioadele 1700-1703 și 1714-1717. Augustus a vizitat-o la Pretzsch de fiecare dată când el a călătorit la Dresda.
Regina Christiane Eberhardine a trăit separat de soțul ei având propria ei curte la castelul Hartenfels din Torgau unde își petrecea iernile și la castelul Pretzsch verile. Această ultimă reședință era apropiată de cea a soacrei sale, care deținea custodia fiului ei și pe care ea îl vizita adesea. Ea și-a vizitat regulat rudele din Bayreuth. A continuat să participe la viața de la curtea din Dresda ori de câte ori era necesară prezența ei.